# Кошничари
Село Кошничари се налази у општини Трговиште у Бугарској. Према подацима од 21.07.2005. године има 83 становника, који су махом етнички Бугара.